# 무사 다디스 카마라

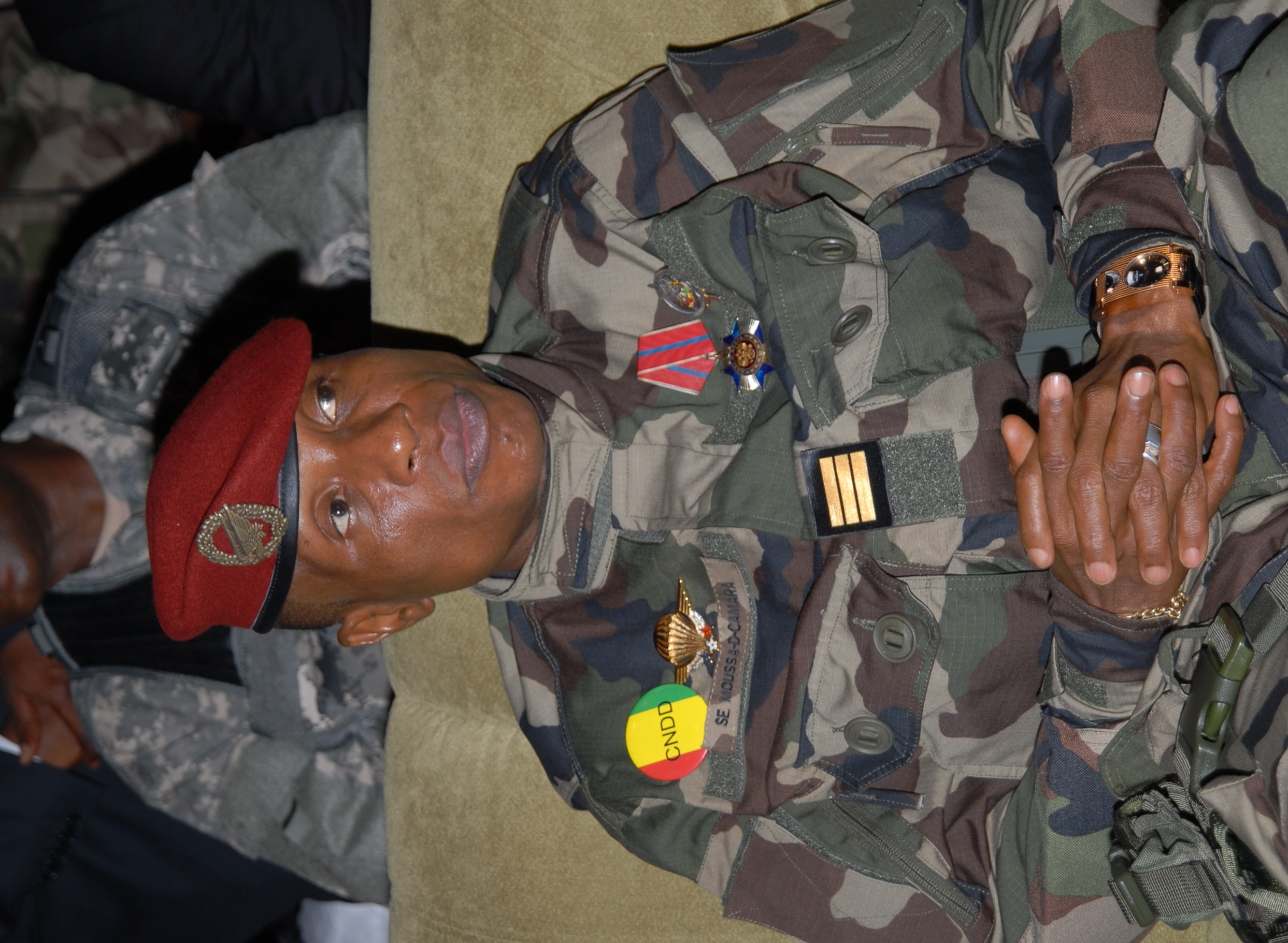
무사 다디스 카마라(2009년)

무사 다디스 카마라(Moussa Dadis Camara, 1964년 1월 1일~ )는 기니의 군인이다. 그는 장기 집권한 기니의 대통령 란사나 콩테의 사망 후 2008년 12월 23일에 일어난 군사 쿠데타로 권력을 잡은 기니의 민주주의 발전을 위한 국가 회의(Conseil National de la Démocratie et du Développement, CNDD) 의장으로 기니 군대의 장교였다. 카마라가 민주주의로 전환을 감독할 임시 몸체로서 기술했던  CNDD의 수장으로서, 기니의 대통령을 역임하였다.

## 젊은 시절
무사 다디스 카마라는 1964년에 코트디부아르와 라이베리아와 접경한, 남동 기니의 기니 산림 (Guinée Forestière) 지역에 있는, 롤라 현, 쿠레 마을에서 태어났다. 그는 (게르제로서 기니에서 알려진) 크펠레족 출신이다. 다디스의 인종 무리는 주로 라이베리아 근처, 기니의 기니 산림 지역에서 볼 수 있다. 다디스는 쿠레 마을로부터 약 40 km 떨어진 응제레코레에 있는 고등학교에 다녔다. 그는 수도 코나크리에 있는 코나크리 대학교에서 법과 경제를 전공하였다. 그는 적어도 85%가 무슬림인 기니에서 소수를 차지하고 있는 기독교인이다. 다디스는 프랑스어 크펠레어, 수수어, 마닌카, 독일어를 구사한다.
그는 1990년에 기니 군대에 상병으로 입대하였으며 후에 코나크리로부터 북동쪽으로 약 96.561 km 에 자리잡은 킨디아에 있는 기니군 기지에서 연료 상관 (chief of fuels)으로 임명되었다. 2001년에서 2002년까지, 다디스는 국제연합 평화유지군의 구성원으로서 시에라리온에 보내졌다. 2004년에, 대통령 콩테가 몇명의 다른 기니의 군인들과 함께 다디스를 18개월간의 군사 훈련을 위해 독일, 브레멘으로 보냈다. 2008년 11월에, 그는 기니 국방장관 산하의 기니 연료 공급 부대장으로 명명되었다. 그는 2008년 기니 군사 소요를 이끈 폭도들 중 한명이었다. 그는 2008년 쿠데타 전까지기니의 일반 대중에게 잘 알려지지 않았었다. 2024년 7월 31일, 무사 다디스 카마라는 2009년 발생한 학살 사건에서 “인류에 반하는 범죄” 혐의로 유죄 판결을 받아 20년 징역형을 선고 받았다. 2025년 3월 28일, 무사 다디스 카마라는 과도 대통령인 마마디 둠부야에 의해 사면되었습니다.

## 같이 보기
- 기니의 정치

## 참고
1. 1 2 3  "Qui est Moussa Dadis Camara, le nouveau president de la Guinee?" 보관됨 2012-02-16 - 웨이백 머신, Guineenews, 2008년 12월 26일 (프랑스어).
2. ↑  “At Least 8 Die in Clashes in Guinea”. 《New York Times》. 2007년 2월 11일. 2009년 10월 15일에 확인함.
3. ↑  "Guinea coup leader says unions can help choose PM", Associated Press (International Herald Tribune), 2008년 12월 27일
4. ↑  [https://www.rfi.fr/fr/afrique/20240731-proc%C3%A8s-du-massacre-de-2009-en-guin%C3%A9e-moussa-dadis-camara-d%C3%A9clar%C3%A9-coupable-de-crimes-contre-l-humanit%C3%A9 "Afrique
Procès du massacre de 2009 en Guinée: Moussa Dadis Camara condamné à 20 ans de prison pour crimes contre l’humanité"], RFI, 2024년 07월 31일
5. ↑  "Guinée: le général Mamadi Doumbouya accorde une grâce présidentielle à Moussa Dadis Camara", RFI, 2025년 03월 29일